# Ахмедов, Муролимжон Муродилжонович
Муролимжон Муродилжонович Ахмедов (5 января 1992, Уч-Коргон, Баткенская область) — киргизский футболист, полузащитник сборной Кыргызстана.

## Клубная карьера
В 2012 году начал выступать в высшей лиге Кыргызстана за ошский «Алай». За шесть сезонов в команде, стал трёхкратным чемпионом Кыргызстана (2015, 2016, 2017) и неоднократным призёром чемпионата страны. В 2017 году был признан лучшим футболистом Кыргызстана. Принимал участие в азиатских клубных турнирах.
Проходил просмотр в таджикским «Худжанде» и в турецком любительском клубе «Самолукспор».
В 2018 году перешёл в бишкекский «Дордой», с которым в том же сезоне в четвёртый раз подряд стал чемпионом Кыргызстана, а также завоевал Кубок страны. В 2020—2021 годах играл за клубы чемпионата Бангладеша.

## Карьера в сборной
В составе олимпийской сборной Кыргызстана участник Азиатских игр 2014 года, сыграл 2 матча.
Дебютный матч за сборную Кыргызстана сыграл 13 июня 2017 года против Индии, заменив на 81-й минуте Виктора Майера.
Принимал участие в Кубке Азии 2019 года, однако ни разу не вышел на поле.